# Petr Král
Pour les articles homonymes, voir Král.
Petr Král, nom de plume de Petr Chrzanovský, né le 4 septembre 1941 et mort le 17 juin 2020 à Prague, est un écrivain tchèque naturalisé français. 

## Biographie
Poète, membre du groupe surréaliste tchèque de Vratislav Effenberger, Petr Král quitte son pays natal lors du Printemps de Prague en 1968 pour Paris jusqu’en 2006, année au cours de laquelle il retourne vivre en Prague. Également essayiste (sur le cinéma ou la poésie) et prosateur, beaucoup de ses nombreux livres sont écrits en français. Il fut pendant une dizaine d'années membre du comité de rédaction de la revue de poésie Le Mâche-laurier. La revue Secousse lui a consacré un numéro d'hommage (no 25 - juin 2021).

## Publications
Poésie
- Routes du Paradis, lithographies de Jean-Philippe Domecq, Bordas, 1981
- & Cie, Collection Inactualité de l’Orage, 1982
- Du gris nous naissons, Collection Inactualité de l’Orage, 1982
- Pour une Europe bleue, Arcane 17, 1985
- Témoins des crépuscules, Champ Vallon, 1989
- Sentiment d’antichambre dans un café d’Aix, P.O.L., 1991
- Le droit au gris, Le Cri, In’hui, 1994
- Arsenale, Arcane 17 / MEET, 1994
- Quoi ? quelque chose, Obsidiane, 1995
- La Vie privée, Belin, « L’Extrême contemporain », 1998
- Le Poids et le frisson, Obsidiane, 1999
- Pour l'ange, Obsidiane, 2007
- Déploiement, Éditions Lurlure, 2020

Proserécits et essais
Anthologie personnelle
- Petr Král, choix de textes, présentation de Pascal Commère, édition des Vanneaux, collection "Présence de la poésie", 2014,  (ISBN 978-2-916071-99-2)

Anthologies

- La Poésie surréaliste tchèque et slovaque, Gradiva, 1973
- Le Surréalisme en Tchécoslovaquie, Gallimard, 1983
- La Poésie tchèque moderne, Belin, 1990
- La Poésie tchèque en fin de siècle, Sources, 2000
- Anthologie de la poésie tchèque contemporaine, Gallimard, 2002

Traductions

- Poésie, de Jindřich Štyrský, Ab irato, 2021